# Commerce, Kalifornien
Commerce är en stad (city) i Los Angeles County, i delstaten Kalifornien, USA. Enligt United States Census Bureau har staden en folkmängd på 12 915 invånare (2011) och en landarea på 16,9 km².

## Kända personer från Commerce
- Patty Cardenas, vattenpolospelare